# Osgoodomys banderanus
Osgoodomys banderanus é uma espécie de roedor da família Cricetidae. É a única espécie do género Osgoodomys.
Apenas pode ser encontrada no México.